# Grupo Ninepin
El Grupo Ninepin (en chino: 九針群島) o Islas Kwo Chau (果洲群島) es un grupo de 29 islas en las aguas orientales de la Región Administrativa Especial de Hong Kong en el sureste de China. El Grupo de Ninepin cae bajo la jurisdicción del distrito de Sai Kung de Hong Kong.

## Islas
Las islas del grupo son:
- Isla Ninepin del Este (Tung Kwo Chau; 東果洲)
  - Lung Shuen Pai (龍船排) or Fo Siu Pai (火燒排)
  - Tuen Chau Chai (短洲仔)
  - Tuen Chau Mei (短洲尾)
  - Shue Long Chau (蕃莨洲) or Kong Tau Pai (光頭排)
- Isla Ninepin del Norte (Pak Kwo Chau; 北果洲) 
  - Hok Chai Pai (殼仔排)
  - Ngan Peng Keng
  - Ngan Peng Tau
  - Isla Ninepin del Norte (北果洲)
  - Sai Chau Mei (細洲尾)
  - Tuen Keng
- Isla Ninepin del Sur (Nam Kwo Chau; 南果洲) 
  - Tai Chau (大洲) - donde esta la playa Kwo Chau Wan (果洲灣)
  - Tai Chau Mei (大洲尾)
  - Ta Long Pai (打浪排)
  - Lai Chi Pai (荔枝排)